# Đơn ánh
Một hàm số là đơn ánh khi nó áp dụng lên 2 đối số khác nhau luôn cho 2 giá trị khác nhau.
Một cách chặt chẽ, hàm f, xác định trên X và nhận giá trị trong Y, là đơn ánh nếu như nó thỏa mãn điều kiện với mọi x1 và x2 thuộc X và nếu x1 ≠ x2 thì f(x1) ≠ f(x2).
Nghĩa là, hàm số f là một đơn ánh khi và chỉ khi:
{\displaystyle \forall x_{1},x_{2}\in {\mathit {X}}\,\!;x_{1}\neq x_{2}\Rightarrow f(x_{1})\neq f(x_{2})}